# Liste des aéroports au Canada (RS)
Il s'agit d'une liste alphabétique des aéroports et des aérodromes héliport au Canada. Ils sont énumérés dans le format: 
1. Nom de l'aéroport comme indiqué dans l'un des Supplément de vol-Canada (CSA) ou par l'autorité aéroportuaire, éventuellement suivi par d'autres nom,
2. Code OACI (Organisation de l'aviation civile internationale)
3. Code Transports Canada Lieu identifiant (LID TC) : le « TC LID » est le « lieu d'identification » donné par Transports Canada, représentant le nom et le lieu d'un aéroport. C'est une aide de direction pour aider la circulation aérienne, les télécommunications et les programmes d'ordinateur.
4. Code IATA (Association internationale du transport aérien)
5. Communauté et province.

Les aéroports qui font partie du réseau national des aéroports sont en caractères gras. 
Vu sa longueur, la liste a été découpée, voir aussi : 
A - B • 
C - D •
E - G •
H - K •
L - M •
N - Q •
R - S •
T - Z

## R
| Nom de l'aéroport                                                                | OACI | TC LID | IATA | Communauté et la province                   |
| -------------------------------------------------------------------------------- | ---- | ------ | ---- | ------------------------------------------- |
| Aéroport Radisson                                                                |      | CJL9   |      | Radisson (Saskatchewan)                     |
| Aéroport Radium Hot Springs                                                      |      | CBL6   |      | Radium Hot Springs (Colombie-Britannique)   |
| Aéroport Radville                                                                |      | CKF2   |      | Radville (Saskatchewan)                     |
| Aéroport Rae/Edzo                                                                |      | CRE2   |      | Behchokǫ̀, Territoires du Nord-Ouest         |
| Aéroport Rainbow Lake                                                            | CYOP |        |      | Rainbow Lake (Alberta)                      |
| Hydroaérodrome Rainy River                                                       |      | CKQ4   |      | Rainy River (Ontario)                       |
| Aéroport Rankin Inlet                                                            | CYRT |        | YRT  | Rankin Inlet, Nunavut                       |
| Aéroport Red Deer Forestry                                                       |      | CFR7   |      | Sundre (Alberta)                            |
| Aéroport régional de Red Deer                                                    | CYQF |        | YQF  | Red Deer                                    |
| Piste d'atterrissage Red Deer/South 40                                           |      | CRD4   |      | Red Deer                                    |
| Héliport Red Deer Regional Hospital Centre                                       |      | CRD3   |      | Red Deer                                    |
| Aérodrome Red Deer/Truant                                                        |      | CRD5   |      | Red Deer, Alberta                           |
| Aérodrome Red Deer/Truant (sud)                                                  | CRD6 |        |      | Red Deer, Alberta                           |
| Aéroport Red Earth Creek                                                         |      | CEH5   |      | Red Earth Creek (Alberta)                   |
| Héliport Red Lake (Margaret Cochenour Memorial Hospital)                         |      | CRL3   |      | Red Lake (Ontario)                          |
| Aéroport Red Lake                                                                | CYRL |        | YRL  | Red Lake (Ontario)                          |
| Hydroaérodrome Red Lake                                                          |      | CKS4   |      | Red Lake (Ontario)                          |
| Aéroport Red Sucker Lake                                                         | CYRS |        | YRS  | Red Sucker Lake (Manitoba)                  |
| Hydroaérodrome Red Sucker Lake                                                   |      | CKT4   |      | Red Sucker Lake (Manitoba)                  |
| Héliport Redwater (Health Centre)                                                |      | CRW8   |      | Redwater, Alberta                           |
| Héliport Redwater (Heliworks)                                                    |      | CRW2   |      | Redwater (Alberta)                          |
| Aérodrome Regina/Aerogate                                                        |      | CAG2   |      | Regina, Saskatchewan                        |
| Aéroport Regina Beach                                                            |      | CKL9   |      | Regina Beach (Saskatchewan)                 |
| Aéroport international de Regina                                                 | CYQR |        | YQR  | Regina (Saskatchewan)                       |
| Aéroport Region of Waterloo International (Aéroport Kitchener/Waterloo Regional) | CYKF |        | YKF  | Regional Municipality of Waterloo (Ontario) |
| Aérodrome Reindeer Lake/Lindbergh Lodge                                          |      | CRL7   |      | Lac Reindeer, Saskatchewan                  |
| Héliport Renfrew (Victoria Hospital)                                             |      | CPG9   |      | Renfrew (Ontario)                           |
| Hydroaérodrome Renfrew/Black Donald Lake                                         |      | CPK8   |      | Renfrew (Ontario)                           |
| Hydroaérodrome Renfrew/Hurds Lake                                                |      | CNL6   |      | Renfrew (Ontario)                           |
| Aéroport Repulse Bay                                                             | CYUT |        | YUT  | Repulse Bay (Nunavut)                       |
| Aéroport Resolute Bay                                                            | CYRB |        | YRB  | Resolute (Nunavut)                          |
| Aéroport Reston/R.M. of Pipestone                                                |      | CRP2   |      | Pipestone (Manitoba)                        |
| Aéroport Revelstoke                                                              | CYRV |        | YRV  | Revelstoke (Colombie-Britannique)           |
| Aéroport Richelieu                                                               |      | CSX3   |      | Richelieu (Québec)                          |
| Aérodrome Richelieu/Messier                                                      | CRM3 |        |      | Richelieu, Québec                           |
| Village aéronautique Rideau Valley (Village aéronautique Kars/Rideau Valley)     |      | CPL3   |      | Kars (Ontario)                              |
| Aéroport Riding Mountain                                                         |      | CRM2   |      | Riding Mountain (Manitoba)                  |
| Aéroport Rigolet                                                                 |      | CCZ2   | YRG  | Rigolet (Terre-Neuve-et-Labrador)           |
| Héliport Rimbey (Hospital & Care Centre)                                         |      | CRH5   |      | Rimbey (Alberta)                            |
| Aéroport Rimbey                                                                  |      | CFC7   |      | Rimbey (Alberta)                            |
| Aéroport de Rimouski                                                             | CYXK |        | YXK  | Rimouski, Québec                            |
| Hydroaérodrome Rivers Inlet                                                      |      | CAU8   | YRN  | Rivers Inlet (Colombie-Britannique)         |
| Aéroport Riverton                                                                |      | CKG2   |      | Riverton (Manitoba)                         |
| Aérodrome Rivière-aux-Saumons                                                    |      | CTH7   |      | Rivière-aux-Saumons, Québec                 |
| Aérodrome Rivière Bell                                                           |      | CRB5   |      | Rivière Bell, Québec                        |
| Hydroaérodrome Rivière Blanche/Cardinal Aviation                                 |      | CRB7   |      | Gatineau, Québec                            |
| Aéroport Rivière Bonnard                                                         |      | CRB4   |      | Rivière Bonnard (Québec)                    |
| Aéroport Rivière La Macaza/Mont-Tremblant International Inc                      | CYFJ |        |      | Mont-Tremblant (Québec)                     |
| Aéroport Rivière-du-Loup                                                         | CYRI |        | YRI  | Rivière-du-Loup, Québec                     |
| Héliport Rivière-du-Loup                                                         |      | CSS2   |      | Rivière-du-Loup, Québec                     |
| Aérodrome Rivière Témiscamie (Air Roberval Ltée)                                 |      | CRT2   |      | Temiscamie River, Québec                    |
| Aéroport Roberval                                                                | CYRJ |        | YRJ  | Roberval (Québec)                           |
| Aéroport Roblin                                                                  |      | CKB7   |      | Roblin (Manitoba)                           |
| Aéroport Rocanville                                                              |      | CKH2   |      | Rocanville                                  |
| Aéroport Rockcliffe (Aéroport Ottawa/Rockcliffe)                                 | CYRO |        | YRO  | Ottawa, Ontario                             |
| Aéroport Rockglen                                                                |      | CKC7   |      | Rockglen (Saskatchewan)                     |
| Aéroport Rockton                                                                 |      | CPT3   |      | Rockton (Ontario)                           |
| Héliport Rocky Mountain House (General Hospital)                                 |      | CEU4   |      | Rocky Mountain House (Alberta)              |
| Aéroport Rocky Mountain House                                                    | CYRM |        | YRM  | Rocky Mountain House (Alberta)              |
| Aéroport Rockyford                                                               |      | CFC6   |      | Rockyford (Alberta)                         |
| Héliport Rockyview General Hospital                                              |      | CEM2   |      | Calgary, Alberta                            |
| Aéroport Rodney (New Glasgow)                                                    |      | CPU3   |      | Rodney (Ontario)                            |
| Aéroport Roland (Graham Field)                                                   |      | CKD7   |      | Roland (Manitoba)                           |
| Aéroport Rosenort                                                                |      | CKJ2   |      | Rosenort (Manitoba)                         |
| Aéroport Rosetown                                                                |      | CJX4   |      | Rosetown (Saskatchewan)                     |
| Aéroport Ross River                                                              | CYDM |        | YDM  | Ross River (Yukon)                          |
| Aéroport Rougemont                                                               |      | CTY5   |      | Rougemont (Québec)                          |
| Aéroport Round Lake (Weagamow Lake)                                              | CZRJ |        | ZRJ  | Round Lake (Ontario)                        |
| Hydroaérodrome Round Lake (Weagamow Lake)                                        |      | CKP6   |      | Round Lake (Ontario)                        |
| Aéroport Rouyn-Noranda                                                           | CYUY |        | YUY  | Rouyn-Noranda, Québec                       |
| Aéroport Russell                                                                 |      | CJW5   |      | Russell (Manitoba)                          |
| Hydroaérodrome Rykerts                                                           |      | CBZ8   |      | Rykerts (Colombie-Britannique)              |

## S
| Nom de l'aéroport                                                            | OACI | TC LID | IATA                      | Communauté et la province                 |
| ---------------------------------------------------------------------------- | ---- | ------ | ------------------------- | ----------------------------------------- |
| Aérodrome Île de Sable                                                       |      | CSB2   |                           | Sable Island, Nouvelle-Écosse             |
| Héliport Île de Sable                                                        |      | CST5   |                           | Sable Island, Nouvelle-Écosse             |
| Aéroport Sachigo Lake                                                        | CZPB |        | ZPB                       | Sachigo Lake (Ontario)                    |
| Aéroport Sachs Harbour                                                       | CYSY |        | YSY                       | Sachs Harbour (Territoires du Nord-Ouest) |
| Héliport Sagard                                                              |      | CSG9   |                           | Sagard, Québec                            |
| Héliport Sainte-Agathe (AIM)                                                 |      | CSV2   |                           | Sainte-Agathe-des-Monts                   |
| Aérodrome Sainte-Agnès-de-Dundee                                             |      | CDD3   |                           | Sainte-Agnès-de-Dundee (Québec)           |
| Hydroaérodrome Saint-Alphonse/Lac Cloutier                                   |      | CTC2   |                           | Saint-Alphonse-Rodriguez, Québec          |
| Aérodrome Saint-André-Avellin                                                |      | CAA2   |                           | Saint-André-Avellin, Québec               |
| Aéroport St. Andrews (Aéroport Winnipeg/St. Andrews)                         | CYAV |        |                           | St. Andrews, Manitoba                     |
| Aéroport St. Andrews (Codroy Valley)                                         |      | CDA5   |                           | St. Andrews (Terre-Neuve-et-Labrador)     |
| Aérodrome Sainte-Anne-des-Monts                                              | CYSZ |        |                           | Sainte-Anne-des-Monts (Québec)            |
| Hydroaérodrome Sainte-Anne-du-Lac                                            |      | CSP9   |                           | Sainte-Anne-du-Lac, Laurentides (Québec)  |
| Aérodrome Saint-Anselme                                                      |      | CTQ6   |                           | Saint-Anselme (Québec)                    |
| Aéroport St. Anthony                                                         | CYAY |        | YAY                       | St. Anthony (Terre-Neuve-et-Labrador)     |
| Aéroport Saint-Augustin                                                      | CYIF |        | YIF                       | Saint-Augustin, Québec                    |
| Héliport Saint-Augustin                                                      |      | CTH9   |                           | Saint-Augustin, Québec                    |
| Aérodrome Saint-Basile (Marcotte)                                            |      | CTR6   |                           | Saint-Basile (Québec)                     |
| Hydroaérodrome Saint-Boniface-de-Shawinigan/Hydravion Adventure              |      | CHA2   |                           | Saint-Boniface, Québec                    |
| Aéroport St. Brieux                                                          |      | CKK2   |                           | St. Brieux (Saskatchewan)                 |
| Aérodrome Saint-Bruno-de-Guigues                                             |      | CTA4   |                           | Saint-Bruno-de-Guigues (Québec)           |
| Aéroport St. Catharines/Niagara District                                     | CYSN |        | YSN                       | St. Catharines, Ontario                   |
| Héliport St. Catharines (Niagara Health System)                              |      | CNH4   |                           | Saint Catharines, Ontario                 |
| Aérodrome Saint-Dominique                                                    |      | CSS4   |                           | Saint-Dominique (Québec)                  |
| Aérodrome Saint-Donat                                                        |      | CSY4   |                           | Saint-Donat, Québec                       |
| Aérodrome de Saint-Esprit (en)                                               |      | CES2   |                           | Saint-Esprit, Québec                      |
| Aérodrome Saint-Ferdinand                                                    |      | CSH5   |                           | Saint-Ferdinand (Québec)                  |
| Aéroport St. François Xavier                                                 |      | CKA8   |                           | St. François Xavier, Manitoba             |
| Aérodrome Saint-Frédéric                                                     |      | CSZ4   |                           | Saint-Frédéric (Québec)                   |
| Aérodrome Saint-Georges                                                      | CYSG |        |                           | Saint-Georges (Québec)                    |
| Aérodrome Saint-Hyacinthe                                                    |      | CSU3   |                           | Saint-Hyacinthe (Québec)                  |
| Aéroport Saint-Jean (Aéroport Saint-Jean-sur-Richelieu)                      | CYJN |        | YJN                       | Saint-Jean-sur-Richelieu, Québec          |
| Aérodrome Saint-Jean-Chrysostome                                             |      | CSG5   |                           | Saint-Jean-Chrysostome (Québec)           |
| Héliport Saint-Jérôme (Hydro-Québec)                                         |      | CSZ6   |                           | Saint-Jérôme (Québec)                     |
| Aérodrome Saint-Jérôme                                                       |      | CSN3   |                           | Saint-Jérôme (Québec)                     |
| Héliport de l'hôpital régional de Saint-Jean                                 | CSN6 |        |                           | Saint Jean (Nouveau-Brunswick)            |
| Aéroport de Saint-Jean                                                       | CYSJ |        | YSJ                       | Saint Jean (Nouveau-Brunswick)            |
| Héliport St. John's (Health Sciences Centre)                                 |      | CCK2   |                           | Saint-Jean de Terre-Neuve                 |
| Hydroaérodrome St. John's (Paddys Pond)                                      |      | CCQ5   |                           | Saint-Jean de Terre-Neuve                 |
| Héliport St. John's (Universal)                                              |      | CDC2   |                           | Saint-Jean de Terre-Neuve                 |
| Aéroport international de St. John's                                         | CYYT |        | YYT                       | Saint-Jean de Terre-Neuve                 |
| Aéroport St. Joseph Island                                                   |      | CPV3   |                           | St. Joseph Island, Ontario                |
| Aérodrome Sainte-Julienne                                                    |      | CSM4   |                           | Sainte-Julienne (Québec)                  |
| Aérodrome Saint-Lambert-de-Lauzon                                            |      | CST7   |                           | Saint-Lambert-de-Lauzon (Québec)          |
| Aérodrome Saint-Léonard                                                      | CYSL |        | YSL                       | St. Leonard (Nouveau-Brunswick)           |
| Aéroport St. Lewis (Fox Harbour)                                             |      | CCK4   |                           | St. Lewis (Terre-Neuve-et-Labrador)       |
| Aérodrome Saint-Louis-de-France                                              |      | CSJ5   |                           | Saint-Louis-de-France (Québec)            |
| Héliport Sainte-Marguerite                                                   |      | CSF6   |                           | Sainte-Marguerite (Québec)                |
| Aérodrome Saint-Mathias                                                      |      | CSP5   |                           | Saint-Mathias (Québec)                    |
| Hydroaérodrome Saint-Mathias                                                 |      | CSV9   |                           | Saint-Mathias (Québec)                    |
| Aérodrome Saint-Mathias/Grant                                                |      | CSX5   |                           | Saint-Mathias (Québec)                    |
| Aérodrome Saint-Mathieu-de-Beloeil                                           |      | CSB3   |                           | Saint-Mathieu-de-Beloeil (Québec)         |
| Aérodrome Saint-Michel-de-Napierville                                        |      | CMN3   |                           | Saint-Michel-de-Napierville (Québec)      |
| Aérodrome Saint-Michel-des-Saints                                            |      | CSM5   |                           | Saint-Michel-des-Saints (Québec)          |
| Héliport St. Paul (Health Care Centre)                                       |      | CTP5   |                           | St. Paul (Alberta)                        |
| Aérodrome de St. Paul                                                        |      | CEW3   |                           | St. Paul (Alberta)                        |
| Aérodrome de St-Pierre-Jolys (Carl's Field)                                  | CPJ6 |        |                           | St-Pierre-Jolys, Manitoba                 |
| Aérodrome de Saint-Quentin                                                   |      | CDC4   |                           | Saint-Quentin (Nouveau-Brunswick)         |
| Aérodrome de Saint-Raymond/Paquet                                            |      | CSK5   |                           | Saint-Raymond (Québec)                    |
| Aéroport de St. Stephen                                                      |      | CCS3   |                           | St. Stephen (Nouveau-Brunswick)           |
| Aéroport de St. Theresa Point                                                | CYST |        | YST                       | St. Theresa Point (Manitoba)              |
| Aéroport municipal de St. Thomas                                             | CYQS |        | YQS                       | St. Thomas (Ontario)                      |
| Hydroaérodrome de Sainte-Veronique                                           |      | CSW9   |                           | Sainte-Veronique (Québec)                 |
| Aérodrome de Saint-Victor-de-Beauce                                          |      | CSL5   |                           | Saint-Victor-de-Beauce (Québec)           |
| Aéroport de Salaberry-de-Valleyfield                                         |      | CSD3   |                           | Salaberry-de-Valleyfield, Québec          |
| Aéroport de Salluit                                                          | CYZG |        | YZG                       | Salluit                                   |
| Aéroport de Salmon Arm                                                       | CZAM |        | YSN                       | Salmon Arm (Colombie-Britannique)         |
| Héliport de San Juan Point (Coast Guard)                                     |      | CBJ9   |                           | San Juan Point (Colombie-Britannique)     |
| Hydroaérodrome Sand Point Lake                                               |      | CJD6   |                           | Sand Point Lake (Ontario)                 |
| Aéroport Sandspit                                                            | CYZP |        | YZP                       | Sandspit (Colombie-Britannique)           |
| Aéroport Sandy Bay                                                           |      | CJY4   |                           | Sandy Bay (Saskatchewan)                  |
| Hydroaérodrome Sandy Bay                                                     |      | CKB5   |                           | Sandy Bay (Saskatchewan)                  |
| Aéroport Sandy Lake                                                          | CZSJ |        | ZSJ                       | Sandy Lake (Ontario)                      |
| Hydroaérodrome Sandy Lake                                                    |      | CKE5   |                           | Sandy Lake (Ontario)                      |
| Aéroport Sanikiluaq                                                          | CYSK |        | YSK                       | Sanikiluaq (Nunavut)                      |
| Aéroport Sarnia Chris Hadfield                                               | CYZR |        | YZR                       | Sarnia, Ontario                           |
| Village aéronautique Saskatoon/Corman                                        |      | CJN5   |                           | Saskatoon, Saskatchewan                   |
| Aérodrome Saskatoon/Richter Field                                            |      | CRF5   |                           | Martensville, Saskatchewan                |
| Aéroport international John G. Diefenbaker de Saskatoon                      | CYXE |        | YXE                       | Saskatoon, Saskatchewan                   |
| Aéroport Sault Ste. Marie                                                    | CYAM |        | YAM                       | Sault Ste. Marie, Ontario                 |
| Hydroaérodrome Sault Ste. Marie                                              |      | CPX8   |                           | Sault Ste. Marie, Ontario                 |
| Hydroaérodrome Sault Ste. Marie/Partridge Point                              | CNV7 |        | Sault Ste. Marie, Ontario |                                           |
| Sault Ste. Marie                                                             |      | CNR3   |                           | Sault Ste. Marie, Ontario                 |
| Héliport Sault Ste. Marie (Sault Area Hospital)                              |      | CSM9   |                           | Sault Ste. Marie, Ontario                 |
| Saunders Field (Aéroport Merritt)                                            |      | CAD5   | YMB                       | Merritt (Colombie-Britannique)            |
| Hydroaérodrome Savant Lake (Sturgeon Lake)                                   |      | CJP3   |                           | Savant Lake (Ontario)                     |
| Aéroport de Schefferville                                                    | CYKL |        | YKL                       | Schefferville (Québec)                    |
| Hydroaérodrome Schefferville/Squaw Lake                                      |      | CSZ9   |                           | Schefferville (Québec)                    |
| Schomberg (Sloan Field)                                                      |      | CSV8   |                           | Schomberg, Ontario                        |
| Village aéronautique Scottsfield                                             |      | CCF9   |                           | Fredericton, Nouveau-Brunswick            |
| Aéroport Scum Lake                                                           |      | CAW3   |                           | Scum Lake (Colombie-Britannique)          |
| Aérodrome Sechelt                                                            |      | CAP3   |                           | Sechelt/Gibsons (Colombie-Britannique)    |
| Héliport Sechlt (St. Mary's Hospital)                                        |      | CBP4   |                           | Sechelt (Colombie-Britannique)            |
| Aéroport de Selkirk                                                          |      | CKL2   |                           | Selkirk (Manitoba)                        |
| Hydroaérodrome Selkirk                                                       |      | CKC5   |                           | Selkirk (Manitoba)                        |
| Aéroport Senneterre                                                          |      | CTK2   |                           | Senneterre (Québec)                       |
| Héliport Sept-Îles (Hydro-Québec)                                            |      | CTA2   |                           | Sept-Îles (Québec)                        |
| Aéroport de Sept-Îles                                                        | CYZV |        | YZV                       | Sept-Îles (Québec)                        |
| Hydroaérodrome Sept-Îles/Lac Rapides                                         |      | CSM8   |                           | Sept-Îles (Québec)                        |
| Aéroport Sevogle                                                             |      | CCM3   |                           | Sevogle River, Nouveau-Brunswick          |
| Aéroport Sexsmith/Exeter                                                     |      | CSX7   |                           | Sexsmith (Ontario)                        |
| Aéroport Shamattawa                                                          | CZTM |        | ZTM                       | Shamattawa (Manitoba)                     |
| Aéroport Shaunavon                                                           |      | CJC5   |                           | Shaunavon (Saskatchewan)                  |
| Hydroaérodrome Shawnigan Lake                                                |      | CAV8   |                           | Shawnigan Lake (Colombie-Britannique)     |
| Aéroport Shediac Bridge                                                      |      | CSB5   |                           | Shediac Bridge (Nouveau-Brunswick)        |
| Héliport Shelburne (Roseway Hospital)                                        |      | CCZ9   |                           | Shelburne (Nouvelle-Écosse)               |
| Aérodrome Shelburne/Fisher Field                                             |      | CNN3   |                           | Shelburne (Ontario)                       |
| Aérodrome Shellbrook                                                         |      | CJZ4   |                           | Shellbrook (Saskatchewan)                 |
| Héliport Sherbrooke (CHUS)/François Desourdy                                 |      | CSG7   |                           | Sherbrooke, Québec                        |
| Aéroport Sherbrooke                                                          | CYSC |        | YSC                       | Sherbrooke, Québec                        |
| Shilo (Flewin Field)                                                         |      | CKN9   |                           | Shilo (Manitoba)                          |
| Shilo                                                                        |      | CKM3   |                           | Shilo (Manitoba)                          |
| Aéroport Shoal Lake                                                          |      | CKL5   |                           | Shoal Lake (Manitoba)                     |
| Hydroaérodrome Shoal Lake                                                    |      | CKB9   |                           | Shoal Lake (Manitoba)                     |
| Héliport Shunda (Fire Base)                                                  |      | CDA7   |                           | Shunda (Alberta)                          |
| Aérodrome Shuswap (Skwlax Field)                                             |      | CSQ2   |                           | Shuswap Lake, Chase, Colombie-Britannique |
| Aéroport Silver City                                                         |      | CFQ5   |                           | Silver City (Yukon)                       |
| Aéroport Silver Falls                                                        |      | CKB8   |                           | Silver Falls (Manitoba)                   |
| Hydroaérodrome Silver Falls                                                  |      | CKJ5   |                           | Silver Falls (Manitoba)                   |
| Héliport Simcoe (Norfolk General Hospital                                    |      | CPA8   |                           | Simcoe, Ontario                           |
| Aéroport Simcoe (Dennison Field)                                             |      | CPA4   |                           | Simcoe (Ontario)                          |
| Aéroport Sioux Lookout                                                       | CYXL |        | YXL                       | Sioux Lookout (Ontario)                   |
| Héliport Sioux Lookout                                                       |      | CKF7   |                           | Sioux Lookout (Ontario)                   |
| Hydroaérodrome Sioux Lookout                                                 |      | CKA6   |                           | Sioux Lookout (Ontario)                   |
| Hydroaérodrome Six Mile Lake                                                 |      | CML6   |                           | Six Mile Lake, Ontario                    |
| Hydroaérodrome Skeleton Lake                                                 |      | CPQ7   |                           | Skeleton Lake, Ontario                    |
| Aéroport Slate Falls                                                         |      | CKD9   |                           | Slate Falls (Ontario)                     |
| Aéroport Slave Lake                                                          | CYZH |        | YZH                       | Slave Lake (Alberta)                      |
| Héliport Slave Lake/Slave Lake Helicopters                                   |      | CSL6   |                           | Slave Lake, Alberta                       |
| Héliport Smithers (Canadian)                                                 |      | CAA6   |                           | Smithers (Colombie-Britannique)           |
| Aéroport Smithers                                                            | CYYD |        | YYD                       | Smithers (Colombie-Britannique)           |
| Hydroaérodrome Smithers/Tyhee Lake                                           |      | CAX8   |                           | Smithers (Colombie-Britannique)           |
| Héliport Smiths Falls (Community Hospital)                                   |      | CNS9   |                           | Smiths Falls (Ontario)                    |
| Aéroport Smiths Falls-Montague (Aéroport Smiths Falls-Montague (Russ Beach)) | CYSH |        | YSH                       | Smiths Falls (Ontario)                    |
| Héliport Smokey Lake (George McDougall Health Centre)                        |      | CGM2   |                           | Smoky Lake (Alberta)                      |
| Hydroaérodrome Smoky Lake                                                    |      | CNS2   |                           | Port Loring (Ontario)                     |
| Aéroport Snap Lake                                                           |      | CSK6   |                           | Snap Lake (Territoires du Nord-Ouest)     |
| Aéroport Snare River                                                         |      | CEV9   |                           | Snare River (Territoires du Nord-Ouest)   |
| Aéroport Snow Lake                                                           |      | CJE4   |                           | Snow Lake (Manitoba)                      |
| Hydroaérodrome Snow Lake                                                     |      | CKM5   |                           | Snow Lake (Manitoba)                      |
| Aérodrome Somerset                                                           |      | CKC8   |                           | Somerset (Manitoba)                       |
| Héliport Sonora Resort                                                       |      | CSR6   |                           | Sonora Island, Colombie-Britannique       |
| Aéroport Sorel                                                               |      | CSY3   |                           | Sorel-Tracy, Québec                       |
| Héliport Sorel-Tracy/Air Nature Inc.                                         |      | CST4   |                           | Sorel-Tracy, Québec                       |
| Village aéronautique Souris Glenwood Industrial                              |      | CJX5   |                           | Souris (Manitoba)                         |
| Hydroaérodrome South Brook                                                   |      | CCT5   |                           | South Brook (Terre-Neuve-et-Labrador)     |
| Aéroport South Cariboo/108 Mile                                              | CZML |        | ZMH                       | 108 Mile Ranch (Colombie-Britannique)     |
| Aéroport South Indian Lake                                                   | CZSN |        | XSI                       | South Indian Lake (Manitoba)              |
| Aérodrome Southampton                                                        |      | CPF7   |                           | Southampton (Ontario)                     |
| Aérodrome Southend                                                           |      | CKA9   |                           | Southend (Saskatchewan)                   |
| Hydroaérodrome Southend                                                      |      | CKP5   |                           | Southend (Saskatchewan)                   |
| Aéroport Sparwood/Elk Valley                                                 | CYSW |        |                           | Sparwood (Colombie-Britannique)           |
| Aéroport Spirit River                                                        |      | CFS5   |                           | Spirit River (Alberta)                    |
| Aérodrome Spiritwood/H & M Fast Farms                                        |      | CHM2   |                           | Spiritwood (Saskatchewan)                 |
| Hydroaérodrome Spout Lake                                                    |      | CSU6   |                           | Spout Lake (Colombie-Britannique)         |
| Aéroport Spring Valley (North)                                               |      | CKP2   |                           | Spring Valley (Saskatchewan)              |
| Aéroport Springbank (Aéroport Calgary/Springbank)                            | CYBW |        | YBW                       | Calgary, Alberta                          |
| Aéroport Springdale                                                          |      | CCD2   |                           | Springdale (Terre-Neuve-et-Labrador)      |
| Hydroaérodrome Springdale/Davis Pond                                         |      | CDU4   |                           | Springdale (Terre-Neuve-et-Labrador)      |
| Village aéronautique Springhouse                                             |      | CAQ4   |                           | Springhouse (Colombie-Britannique)        |
| Springwater (Village aéronautique Barrie)                                    |      | CNA3   |                           | Springwater (Ontario)                     |
| Aéroport Squamish                                                            | CYSE |        | YSE                       | Squamish (Colombie-Britannique)           |
| Aéroport Squaw Rapids                                                        |      | CKQ2   |                           | Squaw Rapids (Saskatchewan)               |
| Aéroport Stanhope                                                            |      | CSN5   |                           | Stanhope (Québec)                         |
| Aéroport Stanley                                                             |      | CCW4   |                           | Stanley (Nouvelle-Écosse)                 |
| Aéroport Stanstead/Weller                                                    |      | CTQ2   |                           | Stanstead (Québec)                        |
| Aéroport Starbuck                                                            |      | CKJ7   |                           | Starbuck (Manitoba)                       |
| Hydroaérodrome Staunton Lake                                                 |      | CKK8   |                           | Staunton Lake (Ontario)                   |
| Aérodrome Stayner (Clearview Field)                                          |      | CLV2   |                           | Stayner, Ontario                          |
| Aéroport Steen River                                                         |      | CFB7   |                           | Steen River (Alberta)                     |
| Aéroport Steinbach (South)                                                   |      | CKK7   |                           | Steinbach (Manitoba)                      |
| Aéroport Steinbach                                                           |      | CJB3   |                           | Steinbach (Manitoba)                      |
| Aéroport Stephenville International (Aéroport Stephenville)                  | CYJT |        | YJT                       | Stephenville (Terre-Neuve-et-Labrador)    |
| Héliport Stettler (Hospital & Care Centre) (Heli)                            |      | CLH2   |                           | Stettler (Alberta)                        |
| Aéroport Stettler                                                            |      | CEJ3   |                           | Stettler (Alberta)                        |
| Aérodrome Stewart                                                            | CZST |        | ZST                       | Stewart (Colombie-Britannique)            |
| Hydroaérodrome Stewart Lake                                                  |      | CKV5   |                           | Stewart Lake (Ontario)                    |
| Hydroaérodrome Stewart                                                       |      | CAC9   |                           | Stewart (Colombie-Britannique)            |
| Aérodrome Stirling                                                           |      | CPJ5   |                           | Stirling (Ontario)                        |
| Aéroport Stoney Creek                                                        |      | CPF6   |                           | Stoney Creek (Ontario)                    |
| Aéroport Stoney Point (Le Cunff)                                             |      | CRML   |                           | Stoney Point (Ontario)                    |
| Aérodrome Stoney Point (Trepanier)                                           |      | CRJ5   |                           | Stoney Point (Ontario)                    |
| Aéroport Stony Plain (Lichtner Farms)                                        |      | CSP3   |                           | Stony Plain (Alberta)                     |
| Héliport Stony Plain (Westview Health Centre)                                |      | CSP2   |                           | Stony Plain (Alberta)                     |
| Aéroport Stony Rapids                                                        | CYSF |        | YSF                       | Stony Rapids (Saskatchewan)               |
| Hydroaérodrome Stony Rapids                                                  |      | CKW5   |                           | Stony Rapids (Saskatchewan)               |
| Aéroport Stratford Municipal                                                 |      | CNM4   |                           | Stratford (Ontario)                       |
| Aéroport Strathclair                                                         |      | CJY5   |                           | Strathclair (Manitoba)                    |
| Aérodrome Strathmore (Appleton Field)                                        |      | CAP9   |                           | Strathmore, Alberta                       |
| Aéroport Strathmore (D.J. Murray)                                            |      | CDJ5   |                           | Strathmore, Alberta                       |
| Héliport Strathmore (Hospital)                                               |      | CSM2   |                           | Strathmore, Alberta                       |
| Aéroport Strathroy (Blue Yonder)                                             |      | CPK2   |                           | Strathroy-Caradoc, Ontario                |
| Héliport Sturgeon Falls (West Nipissing General Hospital)                    |      | CNM3   |                           | Sturgeon Falls (Ontario)                  |
| Sudbury/Laurentian Hospital                                                  |      | CSL8   |                           | Greater Sudbury, Ontario                  |
| Aéroport Sudbury (Aéroport Grand Sudbury)                                    | CYSB |        | YSB                       | Greater Sudbury, Ontario                  |
| Hydroaérodrome Sudbury/Azilda                                                |      | CNC5   |                           | Greater Sudbury, Ontario                  |
| Aéroport Sudbury/Coniston                                                    |      | CSC9   |                           | Sudbury, Ontario                          |
| Hydroaérodrome Sudbury/Ramsey Lake                                           |      | CNB8   |                           | Greater Sudbury, Ontario                  |
| Héliport Suffield (CFB Suffield)                                             | CYSD |        | YSD                       | Suffield (Alberta)                        |
| Hydroaérodrome Sulivan Bay                                                   |      | CAV5   | YTG                       | Sulivan Bay (Colombie-Britannique)        |
| Aéroport Summer Beaver                                                       |      | CJV7   | SUR                       | Summer Beaver (Ontario)                   |
| Héliport Summerside (Prince County Hospital)                                 |      | CCH6   |                           | Summerside (Île-du-Prince-Édouard)        |
| Aéroport Summerside                                                          | CYSU |        | YSU                       | Summerside (Île-du-Prince-Édouard)        |
| Héliport Sundre (Hospital & Health Care Centre)                              |      | CSD2   |                           | Sundre (Alberta)                          |
| Aéroport Sundre                                                              |      | CFN7   |                           | Sundre (Alberta)                          |
| Aéroport Sundre/Goodwins Farm                                                |      | CFZ5   |                           | Sundre (Alberta)                          |
| Aéroport Sundridge/Almaguin Highlands                                        |      | CPE6   |                           | South River/Sundridge (Ontario)           |
| Hydroaérodrome Surge Narrows                                                 |      | CAG9   |                           | Surge Narrows (Colombie-Britannique)      |
| Village aéronautique Surrey/King George                                      |      | CSK8   |                           | Surrey (Colombie-Britannique)             |
| Aérodrome Sussex                                                             |      | CCY3   |                           | Sussex (Nouveau-Brunswick)                |
| Aéroport Swan Hills                                                          |      | CEM5   |                           | Swan Hills (Alberta)                      |
| Aéroport Swan River                                                          | CZJN |        | ZJN                       | Swan River (Manitoba)                     |
| Aéroport Swift Current                                                       | CYYN |        | YYN                       | Swift Current, Saskatchewan               |
| Héliport Sydney (Cape Breton Regional Hospital)                              |      | CSY9   |                           | Sydney (Nouvelle-Écosse)                  |
| Aéroport Sydney/J.A. Douglas McCurdy                                         | CYQY |        | YQY                       | Sydney (Nouvelle-Écosse)                  |